# Automolius pygmaeus
Automolius pygmaeus är en skalbaggsart som beskrevs av Hermann Burmeister 1855. Automolius pygmaeus ingår i släktet Automolius och familjen Melolonthidae. Inga underarter finns listade.